# آن داولنغ
آن باتريشيا داولنغ (بالإنجليزية: Ann Patricia Dowling)‏ (من مواليد 15 يوليو 1952) وهي مهندسة ميكانيكية بريطانية تعمل في مجال البحث عن الاحتراق والصوتيات والاهتزازات والانبعاث منخفض وتقليل ضوضاء المركبات وضجيج الطائرات. وهي نائبة مستشار وأستاذة في الهندسة الميكانيكية، ومن عام 2009 إلى 2014 كانت رئيسة قسم الهندسة في جامعة كامبريدج، حيث كانت أول أستاذة في عام 1993. وهي أيضا رئيسة الأكاديمية الملكية للهندسة، وأول رئيسة للأكاديمية.

## تعليمها
تعلمت باتريشيا داولنغ في مدرسة أورسولين، ووستجيت، وكينت. درست الرياضيات في الجامعة، وعملت في مؤسسة رويال اير كرافت أثناء دراستها. ثم حصلت على درجة الدكتوراه في عام 1978. كانت رسالة الدكتوراه تحديدا على مشكلة الضوضاء.

## عملها
بدأت باتريشيا العمل في جامعة كامبريدج كباحثة في عام 1977، كما كانت زائرة في معهد ماساتشوستس للتكنولوجيا، ومعهد كاليفورنيا للتقنية لعام 2001. وتعتبر داولنغ واحدة من أربع رؤساء في إطار التميز البحثي.
في 3 فبراير 2012، أعلنت شركة النفط بي بي أن داولنغ ستصبح مديرة غير تنفيذية، كما أنها عضوة في مجلس إدارة غير تنفيذي في بنك التسويات الدولية منذ فبراير 2014.

## جوائز وتكريمات
تم انتخاب داولنغ زميلة في الأكاديمية الملكية للهندسة (FREng) في عام 1996 وزميلة للجمعية الملكية عام 2003 (انظر: قائمة الزملاء الإناث في الجمعية الملكية). ووصفتها FRS:
| « | "تعتبر آن داولينج هي أحد أهم الأشخاص الرائدة في مجال التطويرات التي تتحكم في أنظمة الاحتراق غير المستقرة في كل من الملاحة الجوية وتوليد الطاقة. كانت أول من فهم آليات عدم استقرار المحرك النفاث المعروفة باسم إعادة تسخين الطنين. وكان الموضوعان الأساسيان لعمل [داولنغ] هما (1) تفاعل الصوت مع التدفق غير المستقر، و (2) السيطرة على عدم الاستقرار الصوتي. تتراوح منشوراتها من الأوراق الأساسية التي تحدد المشكلة إلى وصف التقنية وراء التطبيقات العملية الناجحة. تحظى أبحاثها وقيادتها الأكاديمية بالاعجاب على المستوى الدولي وهي رائدة في مجال الأبحاث. | » |

في فبراير / شباط 2013 ، أدرجت داولنغ كواحدة من أقوى 100 امرأة في المملكة المتحدة على راديو بي بي سي 4.. وكان الموضوع «حلقة من الحياة العلمية» في عام 2012.
داولنغ هي راعية جمعية الهندسة النسائية (WES).
في يناير 2014 تم ترشيح داولنغ للانتخاب رئيسة للأكاديمية الملكية للهندسة. تولت منصبًا في سبتمبر 2014 وترأست ذلك الدور في عام 2015 للتعاون البحثي بين الجامعات والشركات، الذي نشر في يوليو 2015.
في نوفمبر 2017 ، تم انتخاب داولينج للأكاديمية الصينية للهندسة إلى جانب 18 أجنبياً بما فيهم بيل غيتس و ل. رافائيل ريف.

## وصلات خارجية
- ,  Sidney Sussex College news
- Ann Dowling's University of Cambridge Department of Engineering bio
- Creating silent skies – Professor Dame Ann Dowling CBE FREng Ingenia, Issue 37, Dec 2008
- www.theukrc.com Women of Outstanding Achievement:Professor Dame Ann Dowling